# Újezd u Brna
Újezd u Brna (jusqu'en 1951 : Újezd u Sokolnic ; en allemand : Aujest) est une ville du district de Brno-Campagne, dans la région de Moravie-du-Sud, en République tchèque. Sa population s'élevait à 3 388 habitants en 2024.

## Géographie
Újezd u Brna se trouve à 15 km au sud-est de Brno et à 200 km au sud-est de Prague.
La commune est limitée par Sokolnice et Hostěrádky-Rešov au nord, par Šaratice et Otnice à l'est, par Těšany au sud et par Žatčany et Telnice à l'ouest.

## Histoire
La première mention écrite de la ville date de 1131. Elle se trouve dans la région historique de Moravie.

## Galerie

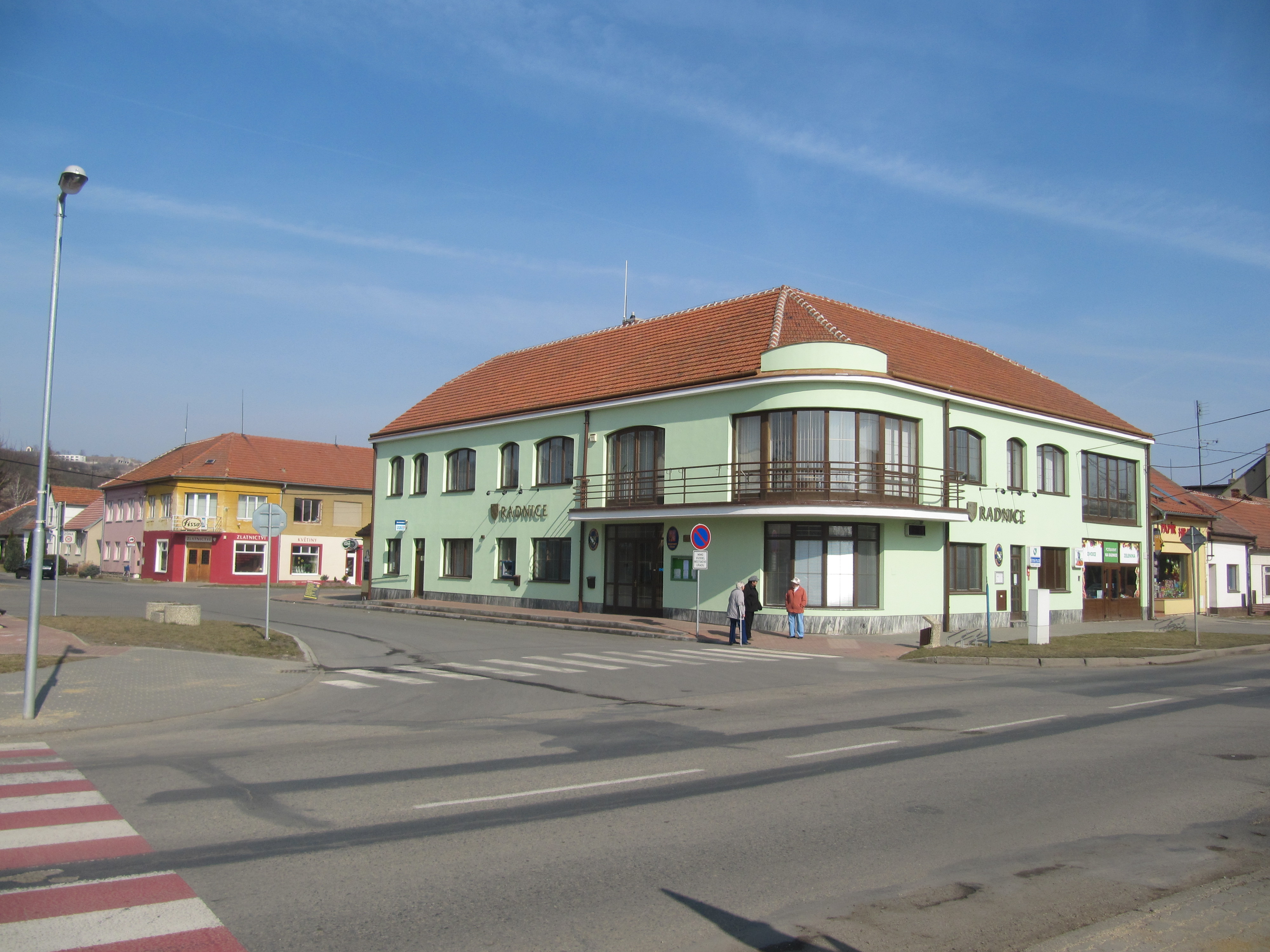
Újezd u Brna : hôtel de ville.
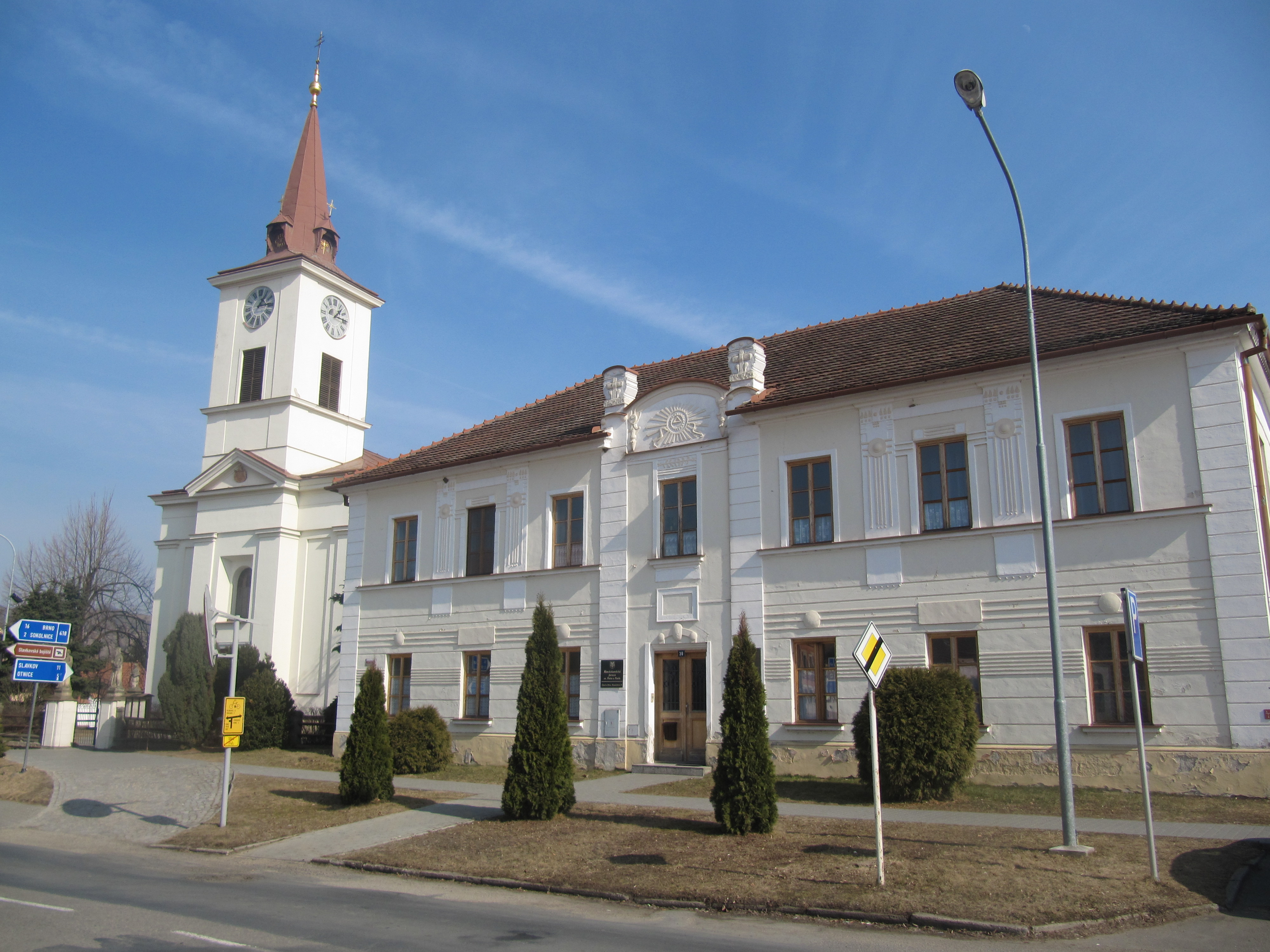
Église Saints-Pierre-et-Paul et presbytère.

## Transports
Par la route, Újezd u Brna se trouve à 16 km de Brno et à 222 km de Prague.